# Locomotiva FS 848
La locomotiva FS gruppo 848 era un tipo di locotender a vapore reimmatricolata nel parco delle Ferrovie dello Stato dopo il riscatto delle linee ferroviarie della Società Veneta. Le locomotive provenivano dal piccolo gruppo SV 31-32. 

## Storia
Le locomotive erano state costruite per conto della Società Veneta dalla fabbrica tedesca di locomotive a vapore di Esslingen in numero di due, classificate nel catalogo della ditta come modello Vicenza e numerate come 31-32 della Veneta. Le macchine entrarono a far parte del parco rotabili FS nel 1906, venendo immatricolate come 848.1-848.2. La 848.1 fu demolita nel 1915, mentre la 848.2 ebbe la stessa sorte poco dopo.

## Caratteristiche
La locotender era a vapore saturo e a semplice espansione ed aveva la classica configurazione del rodiggio a 3 assi accoppiati; il modello era studiato per l'uso su ferrovie secondarie e concesse ad armamento leggero. Il meccanismo motore era a 2 cilindri esterni con distribuzione a cassetto. Il meccanismo motore era identico a quello delle 21-26 a rodiggio B1 ma le 848 avevano ruote più piccole da 1.310 mm. La massa complessiva a pieno carico era di 38,1 tonnellate, tutte aderenti, quindi rispetto a quelle avevano una migliore capacità di traino.
Raggiungevano una velocità massima di 50 km/h sviluppando una potenza continuativa, a 30 km/h, di 228 kW. La capacità delle casse d'acqua era di 3,5 m³ mentre le scorte di carbone erano di 1.500 kg. Erano munite di praticabile con corrimani tutt'intorno.

## Prospetto delle unità
| Numerazione SV | Numerazione FS | Anno di costruzione | Costruttore | N. costruzione |
| -------------- | -------------- | ------------------- | ----------- | -------------- |
| 31 - Rossano   | 8481           | 1877                | Esslingen   | 1622           |
| 32 - Istrana   | 8482           | 1877                | Esslingen   | 1623           |